# Alice Weidel
Alice Elisabeth Weidel (Gütersloh, 6 de febrer de 1979) és una política alemanya, copresidenta del partit ultradretà Alternativa per Alemanya (AfD) des de juny de 2022, juntament amb Tino Chrupalla. És líder del grup parlamentari de l’AfD al Bundestag des de 2017. Va ser cap de llista del partit a les eleccions federals de 2017 amb Alexander Gauland i a les de 2021 amb Chrupalla. També va presidir l’AfD a Baden-Württemberg entre 2020 i 2022. L’any 2024 va ser designada candidata de l’AfD a la cancelleria per a les eleccions federals de 2025.

## Biografia
Weidel va créixer a Harsewinkel i va acabar l'educació el 1998 superior a la CJD Versmold Abitur. Va estudiar economia i administració d'empreses a la Universitat de Bayreuth, on es va graduar en la Facultat de Dret i Economia amb una beca de la Fundació Konrad Adenauer. Va treballar a Goldman Sachs i a Allianz Global Investors Europe a Frankfurt i va passar sis anys a la República Popular Xina. Treballa com a consultora de negocis per a noves empreses.
Weidel, obertament homosexual i activista pel feminisme, viu amb la seva parella singalesa i els seus dos fills a Überlingen, prop del llac de Constança.
El gener de 2022 Jörg Meuthen va renunciar a la presidència d'Alternativa per Alemanya (AfD) amb efectes immediats i va abandonar el partit en creure que havia evolucionat molt a la dreta, amb trets totalitaris, i que en gran part ja no es basava en el liberal democràtic, i Weidel i Tino Chrupalla foren escollits nous líders de la formació.
AfD fou expulsat el 23 de maig de 2024 del grup Identitat i Democràcia al Parlament Europeu durant la campanya a les eleccions al Parlament Europeu de 2024 després dels escàndols que han danyat la seva popularitat però consolidà el seu ascens quedant en segona posició a les eleccions al Parlament Europeu de 2024, formant part del nou grup parlamentari Europa de les Nacions Sobiranes, i a les eleccions federals alemanyes de 2025, tot i quedar fora del govern alemany.

## Política
Definida com a euroescèptica, creu en l'eliminació de l'euro i la sortida d'Alemanya de la Unió Europea, en cas que no hi hagi fortes reformes. També vol acabar amb la política migratòria de la cancellera Angela Merkel, per frenar les conseqüències de la crisi migratòria.

## Publicacions
- Das Rentensystem der Volksrepublik China: Reformoptionen aus ordnungstheoretischer Sicht zur Erhöhung der Risikoresistenz, de la serie Schriften zur Nationalökonomie. Verlag P.C.O., Bayreuth 2011, ISBN 978-3-941678-25-5.
- Artículo Der Euro ist kein Integrationsvehikel für Europa, en el libro Gesundheitsökonomie und Wirtschaftspolitik: Festschrift zum 70. Geburtstag von Prof. Dr. Dr. h.c. Peter Oberender de Georg Rüter, Lucius & Lucius, Stuttgart 2011, ISBN 3-8282-0543-7, S. 188–200.